# Don Dacus
"Don" (eller "Donnie") Dacus, född som James Dacus den 12 oktober 1951 i Pasadena, Texas, är en amerikansk gitarrist, sångare, låtskrivare och skådespelare.
Han är känd för sin medverkan i jazz-rockgruppen Chicago 1978–1980.
Han hade också en roll i flower power-musikalen Hair där han spelade "hippien" Woof.
Han föddes i Pasadena, Texas men växte upp i Cleburne i samma delstat. 